# Овчаров, Владимир Куприянович
Владимир Куприянович Овчаров (1925—2005) — советский и российский учёный, доктор медицинских наук, профессор; член-корреспондент РАМН (1995) и член-корреспондент РАЕН.
Автор более 400 научных работ и предложений по вопросам санитарной статистики, получивших высокую оценку Всемирной организации здравоохранения и Министерства здравоохранения СССР. С 1965 года являлся экспертом ВОЗ по санитарной статистике.

## Биография
Родился 7 января 1925 года в селе Соковнинка Курской области.
Трудовую деятельность начал в 1940 году слесарем Московского электролампового завода. Летом 1943 года он был призван в ряды Красной армии и участвовал в Великой Отечественной войне, воевав на 2-м Белорусском и 1-м Прибалтийском фронтах.
После войны поступил на лечебный факультет 2-го Московского государственного медицинского института (ныне Российский национальный исследовательский медицинский университет имени Н. И. Пирогова), который окончил с отличием в 1952 году. В 1952—1955 годах продолжил своё образование в аспирантуре этого же института на кафедре организации здравоохранения под руководством члена-корреспондента АМН СССР Г. А. Баткиса. Кандидатскую диссертацию на тему «История развития высшего медицинского образования в СССР» защитил в 1956 году. Ученую степень доктора медицинских наук В. К. Овчаров получил в 1970 году за диссертационное исследование «Выборочный метод в санитарной статистике».
С 1955 года и до конца жизни В. К. Овчаров работал во Всесоюзном НИИ социальной гигиены и организации здравоохранения им. Н. А. Семашко Минздрава СССР (ныне Национальный НИИ общественного здоровья имени Н. А. Семашко), за исключением 1970—1975 годов, когда он находился в командировке в штаб-квартиру Всемирной организации здравоохранения в Женеве. В 1978 году стал заместителем директора по научной работе, в 1982 году — директором этого НИИ, в 1988—2005 годах — снова заместитель директора по научной работе.
Под руководством Овчарова было подготовлено более тридцати докторских и кандидатских диссертаций. Он был членом Консультативного Совета по здравоохранению Государственной Думы и заместителем председателя Научного совета по социальной гигиене, возглавлял в этом совете ведущую проблемную комиссию, был ответственным секретарем журнала «Проблемы социальной гигиены и истории медицины».
Умер 3 июня 2005 года в Москве.

## Заслуги
- Был награждён орденами Отечественной войны 1-й[5] и 2-й[6] степеней (1943, 1945), орденом «Знак Почёта» (1981) и многими медалями.
- Удостоен нагрудного знака «Отличнику здравоохранения» (1966).
- В 1994 году стал лауреатом Премии РАМН им. Н. И. Пирогова.